# Chloroclystis erratica
Chloroclystis erratica là một loài bướm đêm trong họ Geometridae.